# Левкуш'є
45°34′ пн. ш. 15°31′ сх. д. / 45.57° пн. ш. 15.52° сх. д.
Левкуш'є (хорв. Levkušje) — населений пункт у Хорватії, у Карловацькій жупанії у складі міста Озаль.

## Населення
Населення за даними перепису 2011 року становило 194 осіб.
Динаміка чисельності населення поселення: